# Outletcity Metzingen
Unter dem Begriff Outletcity Metzingen haben sich über 500 Premium- und Luxusmarken in Metzingen und im Online-Shop zusammengeschlossen (Stand: Juni 2025). Der Schwerpunkt des Angebotes liegt dabei auf Kleidung. Beauty- und Homeprodukte werden ebenfalls angeboten. Verwaltet wird die Outletcity Metzingen von der Outletcity AG.

## Allgemeines
Metzingen ist der erste und größte Outlet-Standort Deutschlands. Die „Kleinstadt“ wird deshalb häufig auch als „Hauptstadt des Fabrikverkaufs“ bezeichnet. Laut dem Duty-Free Spezialist Global Blue gehört Metzingen zu den „Top 10“ der wichtigsten Shopping-Städte für Auslandstouristen in Deutschland. Damit liegt die Stadt hinter Großstädten wie Köln, aber noch vor Stuttgart.
Die Outletcity Metzingen ist zudem das erste Outlet mit einem eigenen Online-Shop. Digitale Angebote, wie der Online-Shop, die Outletcity App und der Outletcity Club verbinden reale und digitale Shoppingwelten.

## Geschichte
1972 eröffnete der Herren-Ausstatter Hugo Boss in seiner Fabrik in Metzingen einen Werksverkauf, dessen Erfolg dazu führte, dass sich viele weitere Fabrikverkäufe internationaler Hersteller ansiedelten.
1995 gründeten die Enkel von Hugo Ferdinand Boss, Uwe und Jochen Holy, die Holy GmbH & Co.KG als Immobilienverwaltungsgesellschaft. Die Grundstücke, die vom Unternehmen verwaltet wurden, wurden an weitere Marken vermietet und dienten somit als Ausgangsbasis für die Entstehung der Outletcity Metzingen. Neben Hugo Boss legten die Marken Bally, Escada und Joop! 1997 das Fundament der Outletcity Metzingen. Im Jahr 2012 gründete die Outletcity als erstes Outlet Europas einen eigenen Online-Shop. Die Outletcity AG hat ca. 400 Beschäftigte.

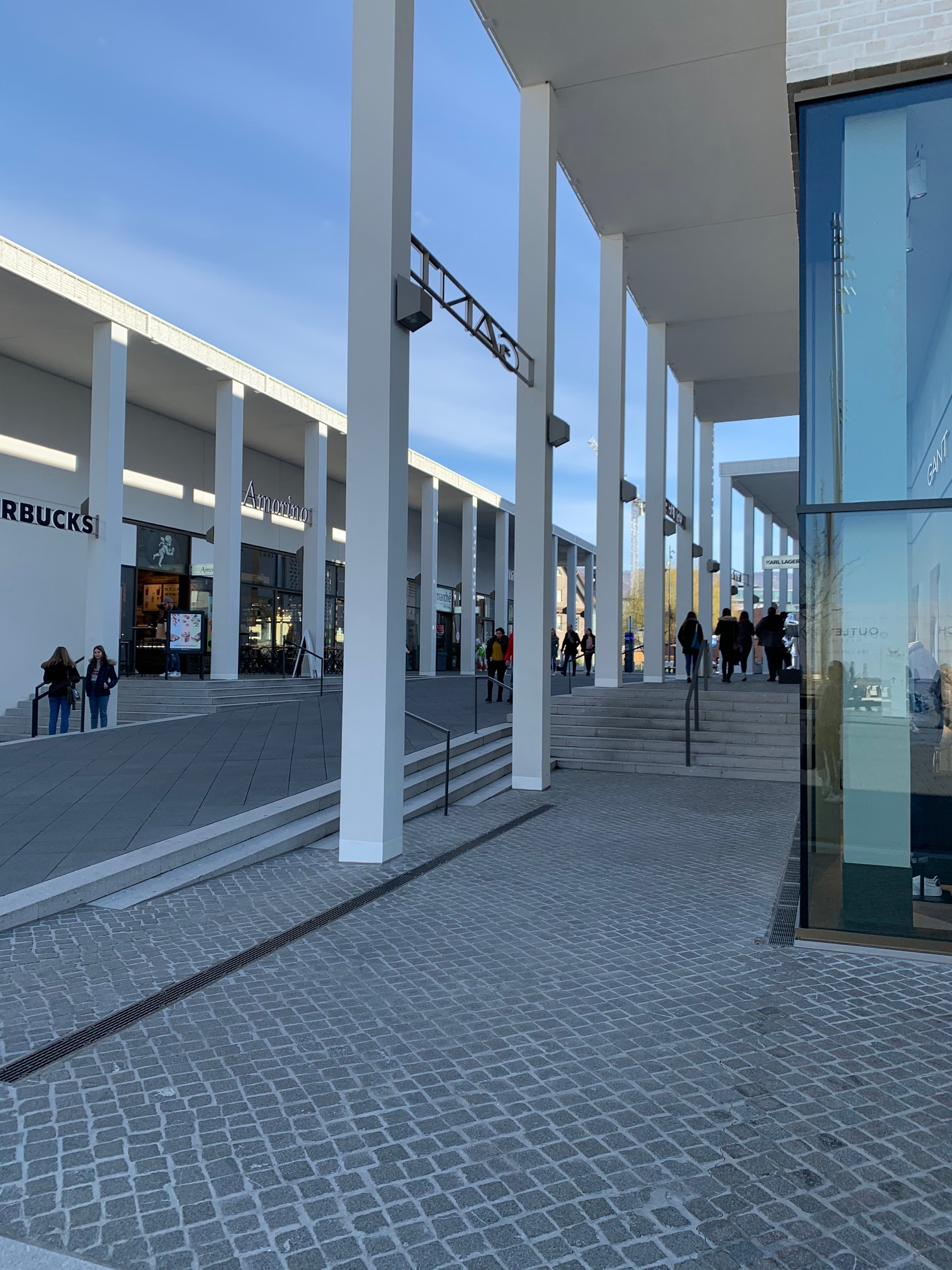
Outletcity Metzingen – Neues Areal um den Hugo Boss Platz (Februar 2020)

## Daten
Über 4,5 Millionen Kunden aus über 185 Ländern besuchten 2024 die Outletcity Metzingen. Vor allem Besucher aus China, der Schweiz und Südkorea kaufen dort ein. Hohen Kundenzuwachs hat die Outletcity auch aus den arabischen Golfstaaten und Indien zu verzeichnen. Im Jahr 2019 wurde die Fläche der Outletcity um rund ein Viertel der bisherigen Fläche vergrößert.

## Erweiterungspläne
Die Outletcity Metzingen entwickelt sich immer weiter. Neben der Eröffnung des weltweit größten Boss Outlets im Jahr 2019 folgte 2020 die Erschließung eines weiteren Areals (die Enzian Höfe) sowie der Ausbau der Outletcity Mall mit 20 neuen Stores 2021. Die Realisierung des Moxy-Hotelkonzepts des weltweit größten Hotelunternehmens Marriott International wurde 2023 umgesetzt und ein weiteres Hotelkonzept ist ebenfalls in Planung.
Somit ist die Outletcity Metzingen mit einer Verkaufsfläche von über 60.000 m² Europas größtes Outlet.

## Kritik
Durch die besondere räumliche Situation der Outletcity in der Innenstadt von Metzingen kommt es zu vereinzelten kritischen Stimmen von Anwohnern, die sich durch die vielen Besucher im Wohnkomfort eingeschränkt fühlen. Zusätzlich befürchten die Anrainergemeinden Nürtingen und Reutlingen, aber auch Stuttgart, dass die Outletcity die Wettbewerbsfähigkeit des lokalen Einzelhandels schwächt.